# Noriyuki Asakura
Noriyuki Asakura (朝倉 紀行, Asakura Noriyuki) est un compositeur japonais de musique d'anime et de jeux vidéo né à Tokyo. Il combine musique japonaise traditionnelle avec rock, jazz et autres styles musicaux plus modernes.
Il a notamment composé la bande originale de l'anime Kenshin le Vagabond et de la série de jeux vidéo Crime Crackers et Tenchu.

## Biographie
Il entre dans l'univers de la musique dans les années 1980 en composant des musiques pour des émissions télévisées et des films ainsi que pour plusieurs popstars japonaises durant les années 1980 et les années 1990.
En 1995, il s'occupe de la bande-son de l'adaptation en anime de Kenshin le Vagabond où il oriente son style rock vers des sons plus traditionnels pour la deuxième saison, se rapprochant de l'esprit des films de samouraï classiques (mais toujours en incorporant une touche moderne à travers des guitares électriques ou des breakbeats). Remarqué pour cette performance, il reprendra cette idée de mélange pour ses futures compositions.
En 2003 il compose le générique de fin du jeu vidéo Forbidden Siren,la chanson "The Buster" avec Alpha Eastman.
Aujourd'hui, Noriyuki Asakura réside à Tokyo, où il possède son propre studio d'enregistrement, et compose toujours dans les domaines de la télévision, des dessins animés et des jeux vidéo.